# Norman Spinrad
Norman Richard Spinrad, född 15 september 1940 i New York, är en amerikansk science fiction-författare, essäist och kritiker. Hans berättelser har vunnit flera utmärkelser, bland annat Hugopriset och två Nebulapris.
I New York fick Spinrad en examen från Bronx High School of Science. År 1957 han började han på City College of New York där han tog en Bachelor of Science-examen 1961 inom juridik.  Han har också bott i San Francisco, Los Angeles, London och Paris.  Spinrad var ordförande för Science Fiction and Fantasy Writers of America (SFWA) från 1980 till 1982 och åter från 2001 till 2002. Han har även arbetat som vokalist, litterär agent och ordförande för World SF.